# Johann Georg Brix
Johann Georg Brix (Bajorország, Oettingen, 1665 körül – Messkirch, 1742.) bajor építész és stukkátor.

## Életrajza
Johann Georg Brix 1665 körül született a bajorországi Oettingenben (Öttingen). Apja, a wessobrunni II. Matthias Schmuzer építőmester volt. 1693-ban feleségül vette Maria Afra Schmuzert, egy lánya született. Később Augsburgban telepedett le.
77 éves kora körül 1742-ben halt meg Messkirchben.